# Steiff
«Штайф» (Steiff), Margarete Steiff GmbH — немецкая компания по производству плюшевых игрушек, основанная в 1880 году в королевстве Вюртемберг, с главной конторой в Гингене.
Предположительно именно эта компания произвела первого в мире фабричного плюшевого мишку. Медведи производства Steiff продаются на аукционах за большие деньги и очень ценятся коллекционерами.

## Компания
Компания Steiff была основана в 1880 году швеёй Маргарет Штайф. Она начала шить слонов из фетра, которые продавались в её магазине как подушечки для иголок. Однако дети покупателей стали с ними играть, и в последующие годы она разработала множество других игрушек, таких как обезьяны, ослы, лошади, верблюды, свиньи, мыши, собаки, кошки, кролики и жирафы.
В 1893 году в Гингене была основана фабрика войлочных тканей Маргарет Штайф. В 1895 году продукция Steiff впервые вышла за пределы Германской империи и стала продаваться в магазине «Harrods» в Лондоне. В 1897 году к производству игрушек присоединился племянник Маргарет, Рихард, который к тому времени был профессиональным дизайнером. Именно он создал плюшевого мишку, который станет самой известной игрушкой фирмы «Steiff», и которая будет покупаться огромными партиями по всему миру. Только к 1907 году компания «Steiff» произвела 974 000 медведей, и с тех пор компания увеличивает объем производства.
В 1909 году, когда Маргарет умерла от пневмонии, Ричард продолжил дело своей тёти и еще больше расширил линейку игрушек и плюшевых игрушек. Он также стал крупнейшим акционером компании. В 1925 году компания Steiff начала использовать конвейерное производство, чтобы удовлетворить покупательский спрос.
В 1980 году в Гингене открылся музей «Steiff». Это мероприятие было приурочено к 100-летнему юбилей компании. В 2017 году выручка «Steiff» составила 45 миллионов евро.